# Кеннесо
Кеннесо (англ. Kennesaw) — місто (англ. city) в США, в окрузі Кобб штату Джорджія. Населення — 33 036 осіб (2020).

## Географія
Кеннесо розташоване за координатами 34°1′43″ пн. ш. 84°37′8″ зх. д. / 34.02861° пн. ш. 84.61889° зх. д. (34.028678, -84.618878).  За даними Бюро перепису населення США в 2010 році місто мало площу 24,72 км², з яких 24,45 км² — суходіл та 0,27 км² — водойми.

### Клімат
| Клімат : Кеннесо        | Клімат : Кеннесо | Клімат : Кеннесо | Клімат : Кеннесо | Клімат : Кеннесо | Клімат : Кеннесо | Клімат : Кеннесо | Клімат : Кеннесо | Клімат : Кеннесо | Клімат : Кеннесо | Клімат : Кеннесо | Клімат : Кеннесо | Клімат : Кеннесо | Клімат : Кеннесо |
| Показник                | Січ.             | Лют.             | Бер.             | Квіт.            | Трав.            | Черв.            | Лип.             | Серп.            | Вер.             | Жовт.            | Лист.            | Груд.            | Рік              |
| Абсолютний максимум, °C | 26,7             | 27,2             | 31,7             | 33,9             | 35,6             | 38,3             | 40,0             | 40,0             | 37,2             | 33,3             | 30,0             | 26,7             | 40,0             |
| Середній максимум, °C   | 11,1             | 13,3             | 17,8             | 22,8             | 26,7             | 30,6             | 31,7             | 31,1             | 28,3             | 22,8             | 17,8             | 12,2             | 22,2             |
| Середній мінімум, °C    | −1,1             | 0,6              | 3,9              | 7,8              | 12,8             | 17,8             | 20,0             | 19,4             | 15,6             | 8,9              | 3,9              | 0,0              | 9,2              |
| Абсолютний мінімум, °C  | −24,4            | −18,9            | −13,9            | −6,1             | 0,0              | 4,4              | 10,0             | 8,9              | −1,1             | −5,6             | −12,8            | −20              | −24,4            |
| Норма опадів, мм        | 123              | 136              | 129              | 100              | 105              | 103              | 130              | 110              | 104              | 87               | 109              | 114              | 1388             |
| ----------------------- | ---------------- | ---------------- | ---------------- | ---------------- | ---------------- | ---------------- | ---------------- | ---------------- | ---------------- | ---------------- | ---------------- | ---------------- | ---------------- |
| Джерело:                |                  |                  |                  |                  |                  |                  |                  |                  |                  |                  |                  |                  |                  |

## Демографія
Згідно з переписом 2010 року, у місті мешкали 29 783 особи в 11 413 домогосподарствах у складі 7375 родин. Густота населення становила 1205 осіб/км².  Було 12328 помешкань (499/км²).
Расовий склад населення:
| - 64,2 % — білих - 22,3 % — чорних або афроамериканців - 5,3 % — азіатів - 0,4 % — корінних американців - 4,7 % — осіб інших рас |

До двох чи більше рас належало 3,0 %. Частка іспаномовних становила 10,8 % від усіх жителів.
За віковим діапазоном населення розподілялося таким чином: 27,0 % — особи молодші 18 років, 65,7 % — особи у віці 18—64 років, 7,3 % — особи у віці 65 років та старші. Медіана віку мешканця становила 32,3 року. На 100 осіб жіночої статі у місті припадало 89,7 чоловіків;  на 100 жінок у віці від 18 років та старших — 84,7 чоловіків також старших 18 років.
Середній дохід на одне домашнє господарство  становив 73 478 доларів США (медіана — 61 817), а середній дохід на одну сім'ю — 88 008 доларів (медіана — 74 745). Медіана доходів становила 49 558 доларів для чоловіків та 40 981 долар для жінок. За межею бідності перебувало 9,6 % осіб, у тому числі 11,3 % дітей у віці до 18 років та 8,9 % осіб у віці 65 років та старших.
Цивільне працевлаштоване населення становило 18 070 осіб. Основні галузі зайнятості: освіта, охорона здоров'я та соціальна допомога — 23,7 %, науковці, спеціалісти, менеджери — 14,0 %, роздрібна торгівля — 12,8 %.

## Місцевий закон про володіння зброєю
1982 року, міська рада Кеннесо одноголосно прийняла постанову, що вимагає від домашніх господарств володіння щонайменше однією одиницею вогнепальної зброї з боєприпасами. Закон, прийнятий місцевою владою, свідчить що основною його метою є «захист безпеки та загального добробуту міста та його жителів». Постанова Кеннесо була заснована на другій поправці Конституції США, що гарантує громадянам право на вільне володіння зброєю, і як законодавча відповідь на закон, прийнятий раніше цього року в Мортон-Гроув, штат Іллінойс, що заборонив носіння зброї в межах міста.